# Astragalus chorgossicus
Astragalus chorgossicus är en ärtväxtart som beskrevs av Vladimir Ippolitovich Lipsky. Astragalus chorgossicus ingår i släktet vedlar, och familjen ärtväxter. Inga underarter finns listade i Catalogue of Life.